# Continental intercalaire
Le Continental intercalaire, parfois appelé formation du Continental intercalaire, est un terme appliqué aux strates Crétacé d'Afrique du Nord. Il s'agit de la plus grande strate trouvée en Afrique à ce jour, mesurant entre 30 à 800 m d'épaissseur à certains endroits. Des fossiles, incluant ceux des dinosaures, ont été récupérés dans cette formation. Le Continental intercalaire s'étend de l'Algérie, de la Tunisie et du Niger à l'ouest jusqu'à l'Égypte et le Soudan à l'est,.

## Contenu fossile[1]:571-573

### Archosaures
- Aegyptosaurus baharijensis
- Bahariasaurus anglais
- "Brachiosaurus" nougaredi
- Carcharodontosaurus saharicus
- cf. Carcharodontosaurus sp.
- Iguanodontia indet.
- Inosaurus tedreftensis
- Nigersaurus taqueti
- Stromeri paralititan ? (les restes peuvent plutôt représenter Aegyptosaurus)
- Rebbachisaurus ? tamesnensis
- Ornithopoda indet. (plusieurs espèces)
- Sauropoda indet. (plusieurs espèces)
- Spinosaurus aegyptiacus
- cf. Spinosaurus
- Theropoda indet. (2-4 espèces distinctes)
- Theropoda indet. (=Elaphrosaurus iguidiensis)

### Poissons
- Mawsonia (plusieurs espèces)
- Onchopristis numidus